# Brylkinia
Brylkinia je monotipski biljni rod trava smješten u vlastiti tribus Brylkinieae, danas dio nadtribusa Melicodae, i dio potporodice Pooideae. Jedina vrsta je B. caudata, trajnica iz Kine Sahalina, Kurila i Japana

## Sinonimi
- Brylkinia schmidtii Ohwi
- Ehrharta caudata Munro ex A.Gray